# راحت أباد (نائين)
راحت‌ أباد هي قرية في مقاطعة نائين، إيران. عدد سكان هذه القرية هو 13 في سنة 2006.